# Тур'я (притока Прип'яті)
Тур'я — річка в Білорусі у Речицькому, Хойницькому й Калинковицькому районах Гомельської області. Ліва притока річки Прип'яті (басейн Прип'яті).

## Опис
Довжина річки 46 км.

## Розташування
Бере початок за 7 км на північно-східній стороні від села Шавлов. Тече переважно на південний захід через село Черновщину та озеро Бернатово і за 4 км на південно-західній стороні від села Ломиш впадає у річку Прип'ять, праву притоку річки Дніпра.